# Pseudopoda minor
Pseudopoda minor är en spindelart som beskrevs av Jäger 200. Pseudopoda minor ingår i släktet Pseudopoda och familjen jättekrabbspindlar. Inga underarter finns listade i Catalogue of Life.